# Xifonier

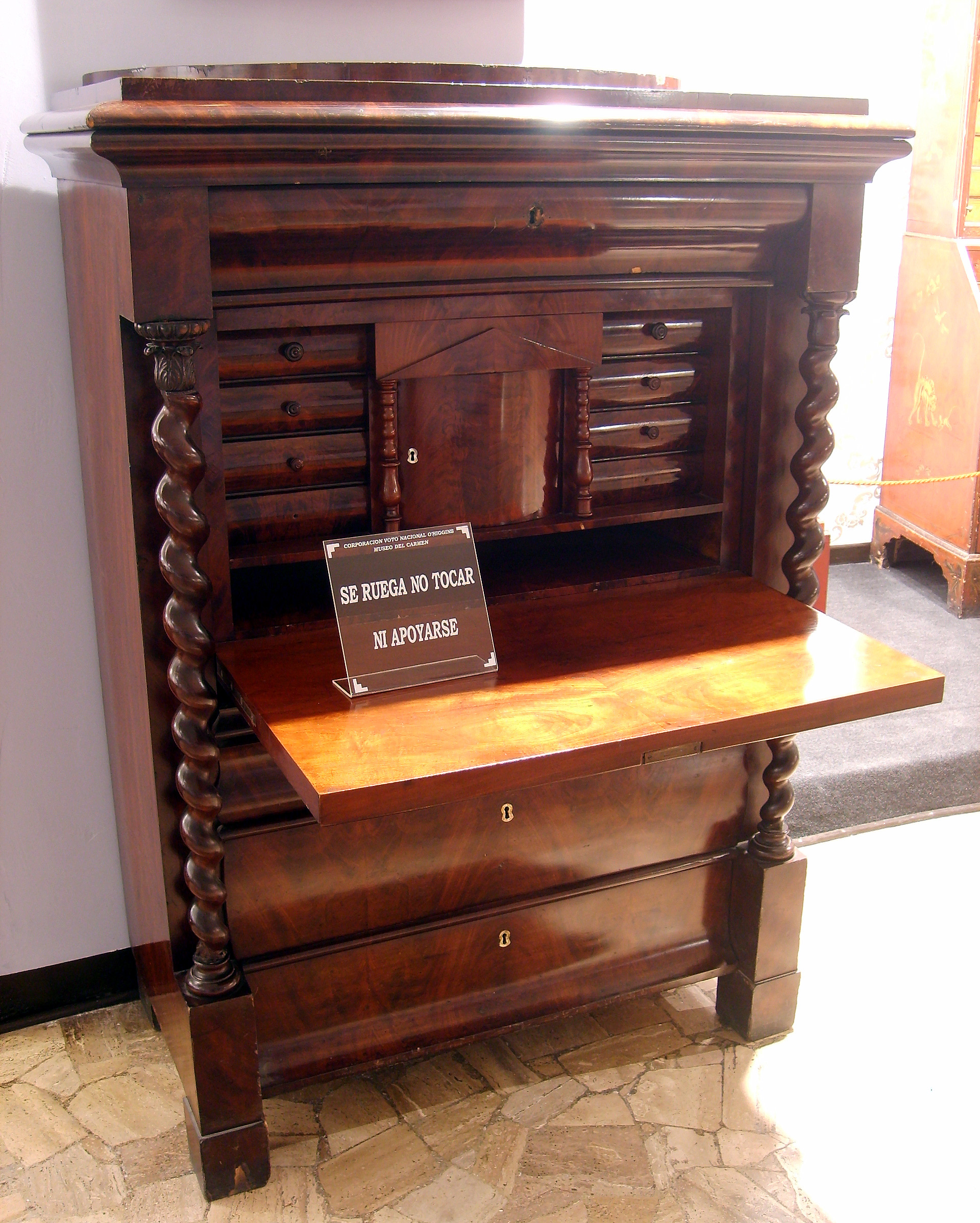
Xifonier del fet amb fusta de caoba, pertanyent al Canonge Taforó.

Un xifonier (del francès chiffonier) és una còmoda alta i estreta que té calaixos des de dalt fins a baix (el fet que el distingeix de la calaixera és que és molt més alt que ample). El seu nom ve del francès chiffon, 'drap', per la qual cosa vindria a significar "lloc per draps". Suggereix que fos pensat originalment com un receptacle per retalls i altres estris que no tenien cap altre lloc on guardar, fins i tot s'empra com a bufet.
Actualment, s'utilitza per guardar tota mena de roba però, sobretot, llenceria i altres complements femenins. També és un moble habitual en els dormitoris infantils. Existeix un model amb set calaixos (un per cada dia de la setmana) que es diu semainier.
El xifonier va ser un dels molts progressos curiosos del gust mixt que va prevaler en els mobles durant l'Estil Imperi a Anglaterra. Els xifoniers més primerencs es troben a partir d'aquesta època, i són generalment de pal de rosa, la fusta preferida d'aquest moment. Les seves nanses (poms, tiradors i escuts) eren molt sovint de llautó i solien tenir un prestatge elevat amb una galeria de llautó groc perforada a la part posterior. Les portes estaven ben enteixinades i sovint vorejades o rematades amb llautó, mentre que els peus eren coixins o arpes d'animals, o, en casos selectes, esfinxs en bronze daurat.